# Sudarshan Kumar Bhutani
Sudarshan Kumar Bhutani es un diplomático indio retirado.
- De 1957 a 1962, antes de la Guerra chino-india, fue empleado en la embajada en Pekín.
- En 1963 fue secretario de embajada de primera clase en La Haya.
- En 1968 fue secretario de embajada de primera clase en Yakarta.
- En 1970 fue presidente de la International Control Commission en Saigón.
- En 1971 tenía exequatur como cónsul en San Francisco.
- Del 12 de julio de 1982 a 12 de enero de 1984 fue embajador en Lisboa.[1]
- De 1985 a 14 de julio de 1989 fue embajador en El Cairo.
- De 14 de julio de 1989 a 1992 fue Alto Comisionado en Canberra.[2]

## Obra
- Clash of Political Cultures[3]